# Cumbre de Hanói
La cumbre de Hanói fue una reunión programada inicialmente para que se realizara el 27 y 28 de febrero de 2019 como un encuentro internacional entre Donald Trump, presidente de los Estados Unidos de América, y Kim Jong-un, gobernante de la República Popular Democrática de Corea. Es la segunda vez que ambos mandatarios se reúnen, la primera fue en Singapur, mientras que en la nueva cumbre el sitio elegido fue Hanói, capital de Vietnam, país que tiene buenas relaciones con ambos países.
El 28 de febrero, la Casa Blanca anunció que la cumbre fue interrumpida por el desacuerdo de Donald Trump ante la insistencia de Kim Jong-un de dejar sin efecto las sanciones contra Corea del Norte.

## Anuncio
La Casa Blanca confirmó la reunión planeada entre el gobernante de Corea del Norte Kim Jong-un, y el presidente de los Estados Unidos, Donald Trump, el 11 de septiembre de 2018. El secretario de Estado de los Estados Unidos. Mike Pompeo, afirmó que ambas naciones estaban «trabajando diligentemente» para garantizar condiciones adecuadas para la cumbre.
El 5 de febrero de 2019 Donald Trump, durante su segundo discurso sobre el Estado de la Unión, anunció a Vietnam como país anfitrión y al 27 y 28 de febrero como las fechas que la cumbre se llevará a cabo.
El 8 de febrero de 2019, el presidente Trump oficializó que Hanói, capital de Vietnam, sería el lugar donde se desarrollaría la cumbre. Otras opciones de sedes que se tuvo en cuenta de acuerdo a los intereses de los tres gobiernos fueron Đà Nẵng y Ho Chi Minh.

## La reunión
El 27 de febrero el presidente Trump se reunió con el primer ministro de Vietnam Nguyễn Xuân Phúc y con el presidente de dicho país asiático Nguyễn Phú Trọng a las 11:42 a. m. hora local, el día.
En el Sofitel Legend Metropole Hanoi, Trump y Kim tuvieron una reunión única durante 30 minutos el miércoles por la noche. Comenzaron la cumbre a las 6:30 p. m. hora local (6:30 a. m., hora estándar del este) con un apretón de manos y luego participaron en una reunión uno a uno, solo con intérpretes.

### Cena

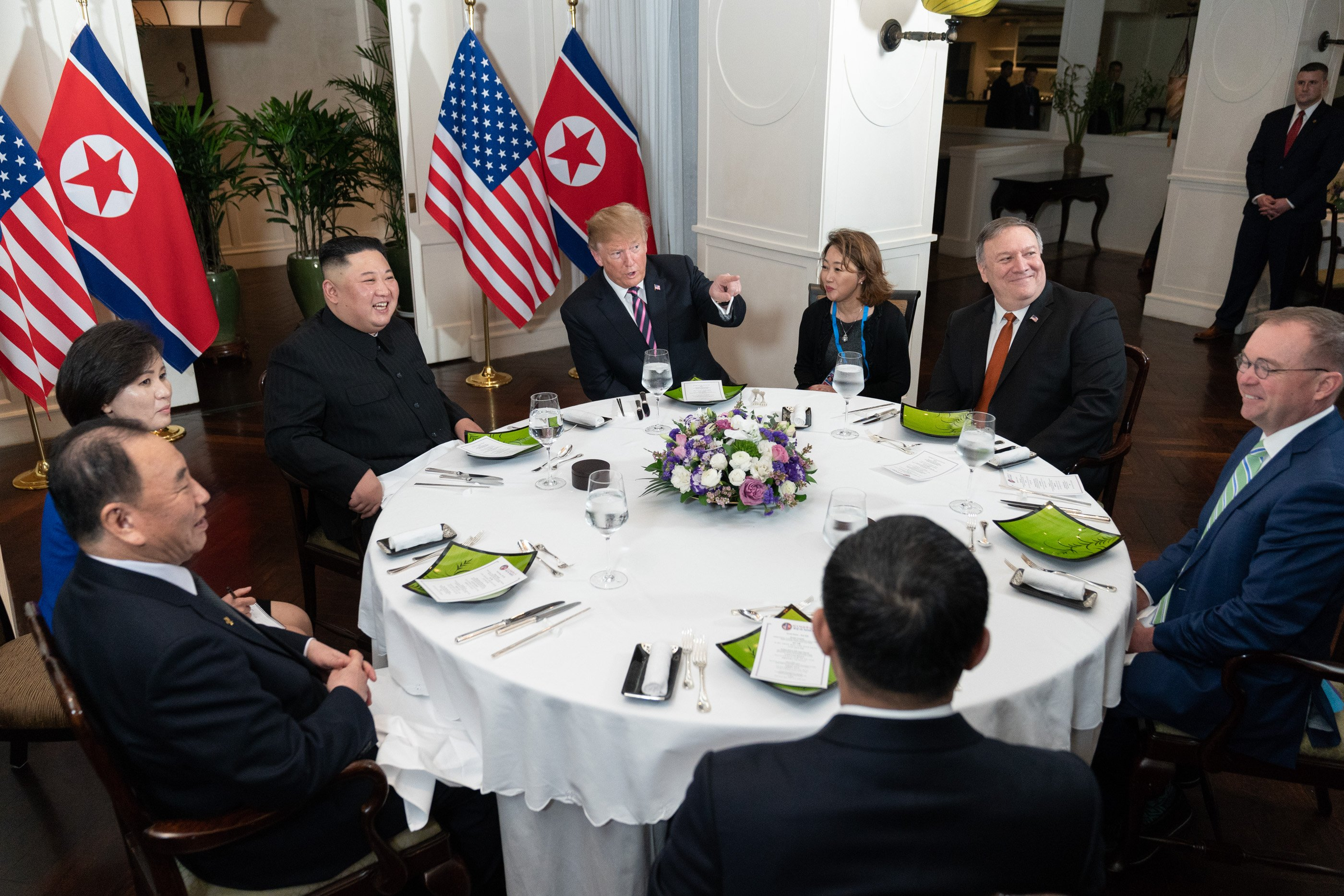
Kim y Trump, junto a sus respectivas delegaciones, cenan en el Sofitel Legend Metropole Hanoi.

Los dos gobernantes comenzaron con una cena social en Hanói el miércoles. Hubo algunos asistentes clave de la cena; sentados en la mesa redonda estaban el secretario de Estado de Estados Unidos, Mike Pompeo, y el jefe de personal interino Mick Mulvaney, el vicepresidente de Corea del Norte, Kim Yong-chol, y el ministro de Relaciones Exteriores, Ri Yong-ho. Trump aseguró a Corea del Norte un "tremendo futuro para su país" en sus discursos iniciales con el líder supremo Kim Jong-un. Kim describió la segunda cumbre como una "decisión política valiente" de Trump y también agregó que había "mucha reflexión, esfuerzo y paciencia" desde ahora hasta la cumbre de junio anterior en Singapur.

### Fin
El 28 de febrero de 2019, la Casa Blanca anunció que la cumbre se había interrumpido y que no se había llegado a un acuerdo. El presidente Donald Trump más tarde explicó que se debía a que el mismo Kim Jong-un le pidió poner fin a todas las sanciones contra Corea del Norte. Sin embargo el canciller norcoreano Ri Yong-ho contradijo lo expresado por la Casa Blanca, según la postura de su país, Corea del Norte solo pedía el levantamiento «parcial» de las sanciones y no su totalidad. Por consecuencia la cumbre terminó sin la firma de algún tratado o acuerdo. El inesperado giro de los acontecimientos hizo que las acciones en la bolsa de valores de Corea del Sur cayeran.